# Mary Anderson (actriz)
Mary Bebe Anderson (Birmingham, Alabama, 3 de abril de 1918-Burbank, California, 6 de abril de 2014) fue una actriz estadounidense, que apareció en 31 películas y 22 producciones de televisión entre 1939 y 1965.

## Biografía

### Primeros años
Mary Bebe Anderson nació y se crio en Birmingham, Alabama. Asistió al Howard College —ahora Universidad de Samford—. Su hermano menor, James Anderson (1921-1969) fue también un actor.

### Carrera
Después de dos papeles sin acreditar, hizo su primera aparición importante en la pantalla en Lo que el viento se llevó (1939). Luego de audicionar para el papel de Scarlett O'Hara, recibió la parte secundaria de Maybelle Merriweather.
En 1944, interpretó a Alice —a la enfermera—, uno de los diez personajes de la película de Alfred Hitchcock de Lifeboat. Como conclusión de su carrera en el cine a principios de 1950, de vez en cuando actuó en televisión, es decir, como Catalina Harrington en Peyton Place en 1964 —episodios 2-20—. Ella hizo una aparición especial en Perry Mason en 1958 como Arlene Scott, en «The Case of the Rolling Bones».

### Vida personal
M. Behrens entre 1940-1950. Su segundo matrimonio fue con el director de fotografía Leon Shamroy desde 1953 hasta su muerte en 1974. Tuvieron un hijo, Alexander Anderson Shamroy, que murió el 1 de julio de 1956 a la edad de dos meses.

### Muerte
Mary Anderson murió el 6 de abril de 2014 en Burbank, California, tres días después de su cumpleaños número 96. Ella estaba bajo el cuidado de hospicio y falleció en paz en un condominio en Toluca Lake, que compartía con su compañero desde hace mucho tiempo, Gordon Carnon a su lado. Su muerte deja dos sobreviviente miembros del elenco atribuidos de Lo que el viento se llevó. Esos actores son Mickey Kuhn y Olivia de Havilland.

## Actrices con el mismo nombre
A menudo confundida con la actriz teatral Mary Anderson (1859-1940) o la actriz del cine mudo Mary Anderson (1897-1986).

## Filmografía parcial
- Lo que el viento se llevó (1939)
- All This, and Heaven Too (1940)
- Under Age (1941)
- Cheers for Miss Bishop (1941)
- Bahama Passage (1941)
- La canción de Bernadette (1943)
- Lifeboat (1944)
- Wilson (1944)
- Behind Green Lights (1946)
- To Each His Own (1946)
- Whispering City (1947)
- The Underworld Story (1950)
- I, the Jury (1953)
- Dangerous Crossing (1953)